# Gruagach
Il Gruagach è uno dei personaggi del fumetto Hellboy, creato dall'artista statunitense Mike Mignola, ed è il peggior nemico-rivale di Hellboy.

## Altri media
- Il Gruagach è l'antagonista secondario del film Hellboy (2019), interpretato dall'attore Douglas Tait, doppiato da Stephen Graham e con la voce italiana di Alessandro Quarta.